# Hasegawa Tōhaku
Det här är en artikel om en person med japanskt personnamn; Hasegawa är familjenamnet medan Tōhaku motsvarar ett svenskt förnamn.
Hasegawa Tōhaku (japanska: (長谷川 等伯?), född 1539 i Nanao och död 20 mars 1610 i Edo, var en japansk målare under Momoyamaperioden. Han grundade Hasegawaskolan och är känd som en av de klassiska mästarna i tuschmåleri.
Hans kanske mest kända verk är diptyken Tallar (Shōrin-zu byōbu). Tōhaku målade ofta på fusuma-paneler (skjutdörrar), och motiven inkluderade apor, träd, blommor och klippor. Han var även verksam som porträttmålare och som dekoratör av japanska tempel.
Hasegawa Tōhakus stil fördes främst vidare av hans söner. Hans ofta sparsmakade och suggestiva tuschkonst har åter nått stor uppmärksamhet i modern tid.

## Biografi

### Tidiga år
Tōhaku föddes 1539 som Okumura Tōhaku.
Tidigt i livet bodde och verkade Hasegawa Tōhaku i Notoprovinsen, motsvarande dagens Ishikawa prefektur. Där producerade han buddhistiska målningar som Målning av tolv devor (i Ishikawa Shōkaku-templet), Porträtt av Takeda Shingen (i Seikei-templet på Kōya-berget) och Porträtt av Nawa Nagatoshi.

### Verksamhet i Kyoto
Hasegawa Tōhaku flyttade cirka 1571 till Kyoto, där han kom att studera målningskonsten hos Kanō-skolans konstnärer. Bland annat influerades han starkt av Sesshū Tōyō, ett framstående namn från 1400-talet med suiboku-ga (tuschmåleri) som specialitet. I Kyoto verkade han under namnet Tōhaku (tidigare signerade han sin konst under pseudonymen "Nobuharu") och producerade tavlor som kom att placeras i många lokala tempel. Han understöddes under denna tid ekonomiskt  av Honpo-ji-templet i staden.
Efter en tid i Kyoto fattade temästaren Sen no Rikyu tycke för Tōhakus konst. Hasegawa kom därför ofta att få möjlighet att ofta besöka Daitoku-ji-templet. Dess klassiska målning Apor, som ingår i en triptyk av Muqi, inspirerade Tōhaku till bland annat hans egen diptyk Gamla träd och apor (Koboku enkō-zu).

### Senare liv
Vid slutet av hans liv var den produktive Tōhaku en hyllad konstnär hos krigsherren Toyotomi Hideyoshi.
Ett antal av de verk som brukar attribueras till Hasegawa Tōhaku målades dock sannolikt av hans son Hasegawa Kyūzō eller av Kanō Sanraku. Den här målarskolan utgjordes främst av Tōhaku och hans söner.
| Tallar (före 1600)Tusch på papper (byōbu, vikvägg). Var del mäter 156,8 x 356,0 cm.  |  | Tallar (före 1600)Tusch på papper (byōbu, vikvägg). Var del mäter 156,8 x 356,0 cm. |
| Tallar (före 1600) Tusch på papper (byōbu, vikvägg). Var del mäter 156,8 x 356,0 cm. |  |                                                                                     |

## Stil
Bland motiven i Tōhakus konst finns fåglar, blommor och buddhistiska teman. Han hade en känslig och uttrycksfull penselföring, och målningar som Shōrin-zu byōbu (även känd som Shorinzubyoubu, 'Tallar') och Lönnen räknas bland hans mest kända verk. Även apor tillhörde favoritmotiven hos Tōhaku, som målade i kinesisk stil på fusuma-paneler (de japanska vägg/dörr-panelerna).
Dessutom arbetade Tōhaku med färgdekorationer åt Kyotos olika (buddhist)tempel. Motiven i dessa dekorationer inkluderade klippor träd och figurer från kinesiska legender.

## Eftermäle
Hasegawa Tōhaku räknades åren kring 1600 som den största av japanska målare. Efter hans död utmarginaliserades dock hans konst av andra målare i Kano-skolan, och den stil han introducerade dog ut i början av 1700-talet.
I modern tid har han återigen kommit att framstå som en av de stora inom tuschmåleri, inte minst för hans stora diptyk med tallar, utförd på byōbu, japanska vikväggar, – Shōrin-zu byōbu. Denna tvådelade målning kännetecknas bland annat för den lagda vikten kring mellanrummen mellan de målade inslagen. Målningens egentliga motiv anses inte vara själva tallarna utan den bakomliggande dimma varur vissa tallar i skogen framträder. Detta uttryckssätt – där mellanrummen är det viktiga – är flitigt förekommande i japansk konst och betecknas av japanerna med begreppet "uttrycka sig utan att måla".
På 400-årsdagen av hans födelse presenterade Tokyos nationalmuseum en minnesutställning.

## Bildgalleri

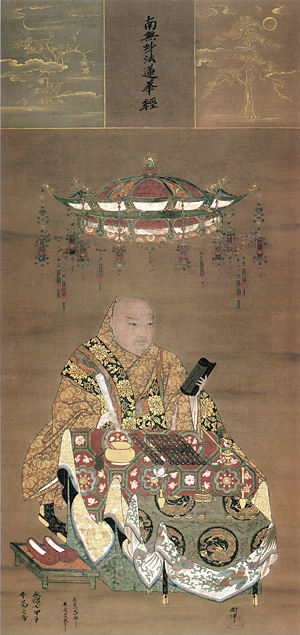
Målning av Nichiren, ett ungdomsverk från 1564.
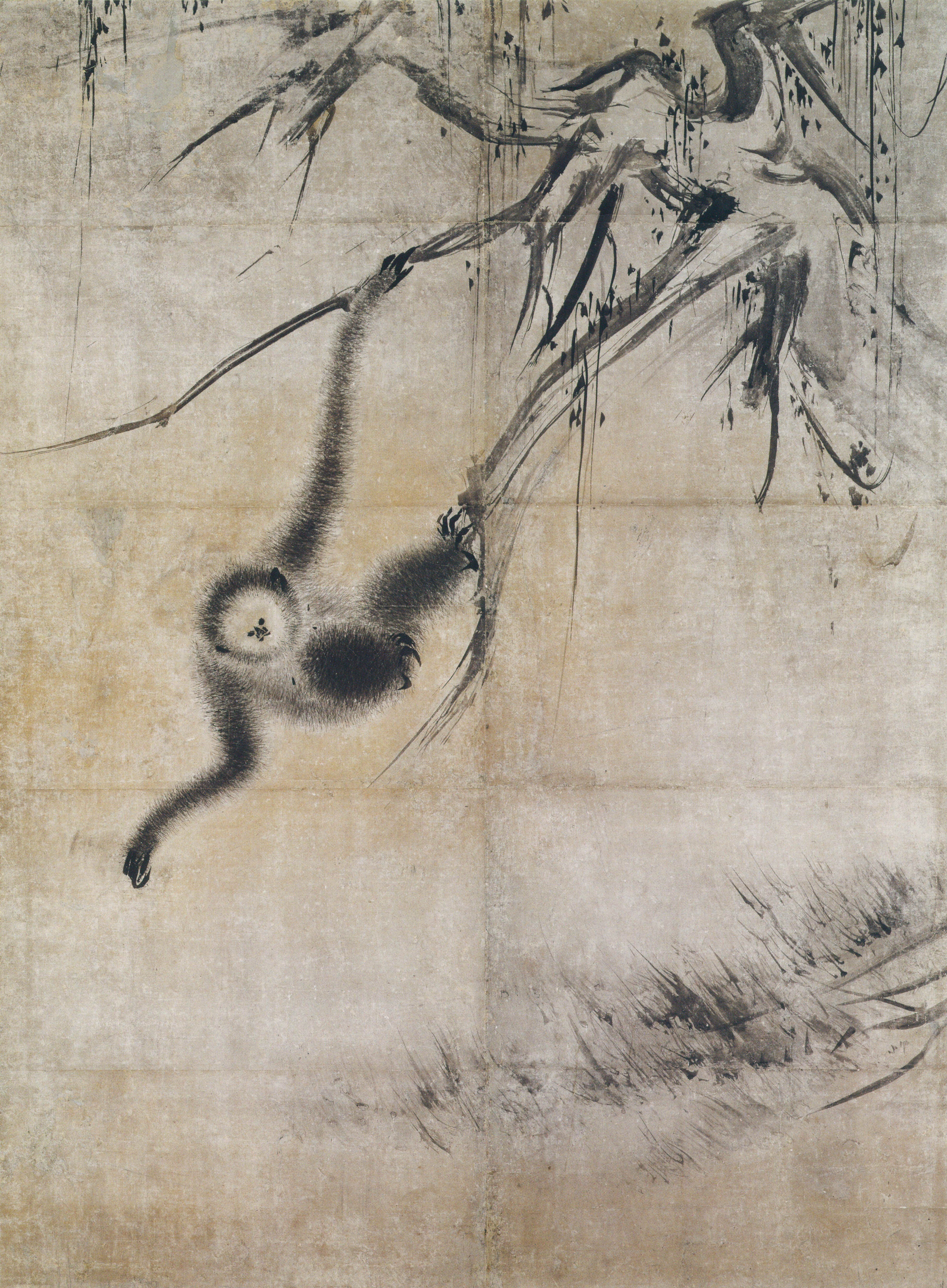
Vänster halva av diptyken Gamla träd och apor (sent 1500-tal).
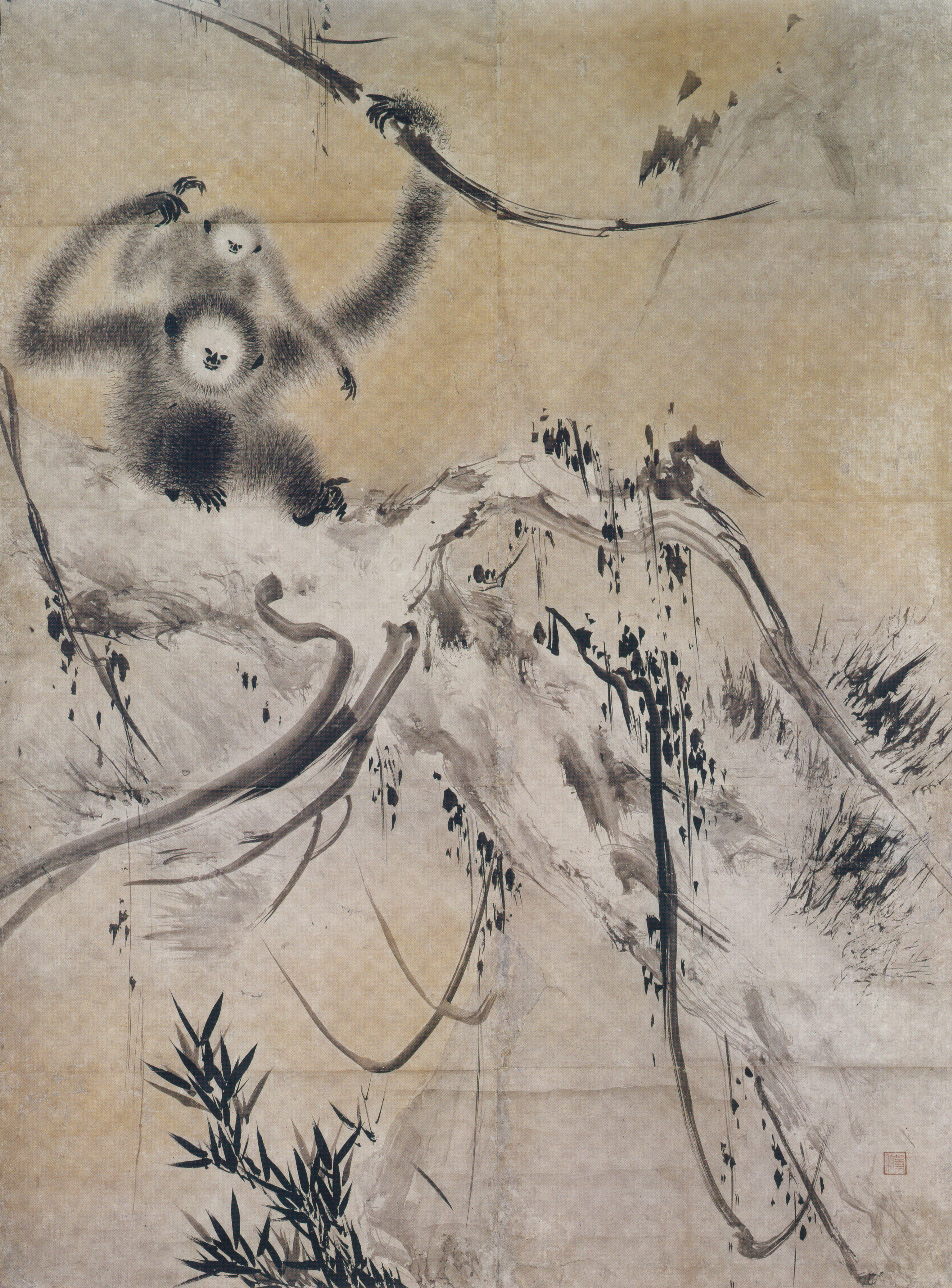
Höger halva av Gamla träd och apor.
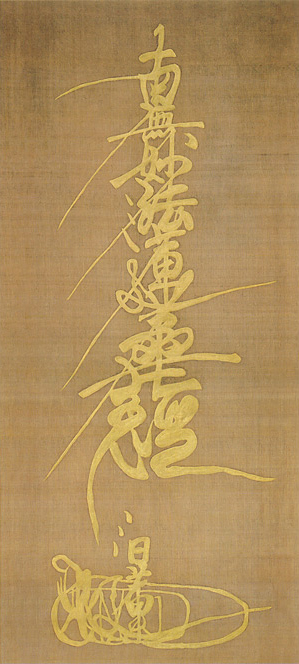
Prov på Tōhakus kalligrafi.
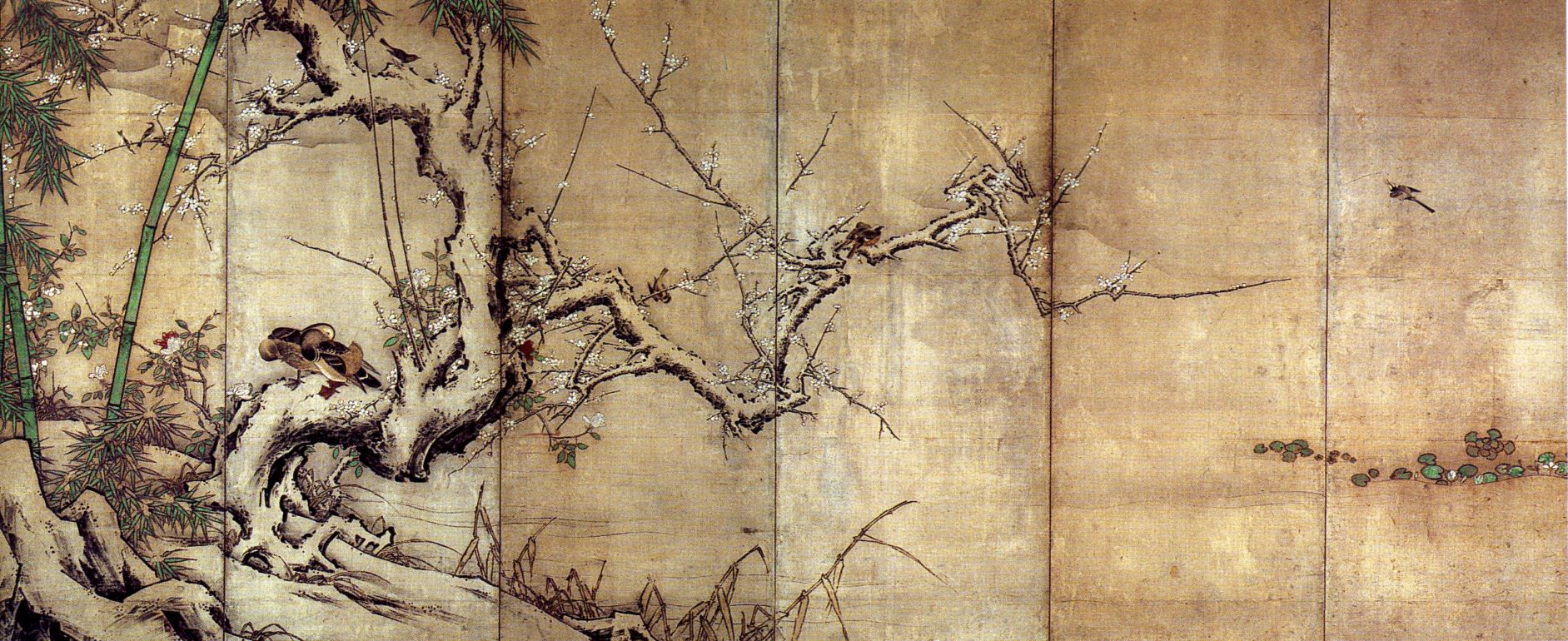
Fåglar och blommor.
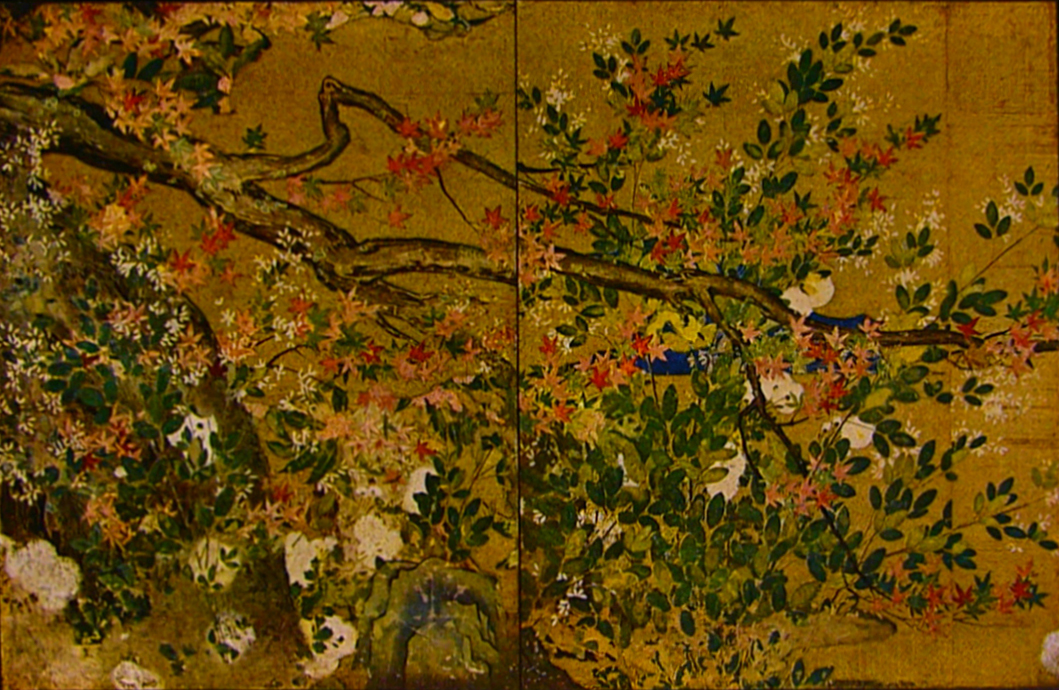
Lönnen i ett exempel på Tōhakus verk i färg.